# 西村半次郎
西村 半次郎（にしむら はんじろう、1901年11月1日 - 1987年8月14日）は、日本の経営者。元住友信託銀行社長。京都府出身。

## 経歴
1926年に東京帝国大学法学部を卒業し、同年に住友信託銀行に入行。1946年4月に取締役に就任し、同年1月に常務、1948年5月に専務、1958年5月に副社長を経て、1960年5月には社長に就任。1969年5月に会長に就任し、1972年5月には相談役に就任。
1963年に藍綬褒章を受章し、1972年に勲二等瑞宝章を受章。
1987年8月14日に急性心不全のために死去。85歳没。